# Lü Zhiwu
Lü Zhiwu (souvent écrit LV Zhiwu, né le 18 mars 1989 à Wenzhou) est un nageur chinois.
Il remporte la médaille de bronze aux Championnats du monde de Barcelone en 2013, pour avoir participé aux séries du relais 4 × 200 m.